# 情报总局 (沙特阿拉伯)
情报总局（GIP；阿拉伯语：‎ ）是沙特阿拉伯王国的对外情报机构。

## 历史
1955年，沙特调查总局成立。1957年王国第11号法令，从调查总局分立出总情报部，并在吉达、宰赫兰分设西部、东部分局。首任局长Sheik Kamal Adham，1965年至1979年在任。 第二任局长图尔基·本·费萨尔亲王在任至2001年。
1982年12月19日，王国M-5法令规定了情报总局的职能，内设：
- 行动总部（General Department for Operations）
- 行政与财务总部（General Department for Administration and Finance）
- 训练与计划总部(General Department for Training and Planning）
- 技术勤务总部（General Department for Technical Affairs）
- 国家研究中心（National Research Center）
- 媒体与国际联络中心（Center for Media and International Communications）

911事件前10天，图尔基·费萨尔亲王突然辞去情报总局局长职务，尽管在2001年5月开始了其局长职务的新的十年任期。
2001年9月1日，Nawaf bin Abdulaziz成为第三任局长。2005年1月25日，国王阿卜杜拉·本·阿卜杜勒-阿齐兹·阿勒沙特解除了那瓦夫局长职务。9个月后，2005年10月国王任命穆克林·本·阿卜杜勒-阿齐兹·阿勒沙特为第四任局长。此外，國王解除了Saud bin Fahd親王的副局長職務。 Faisal bin Abdullah bin Mohammed接任副局長。
2012年7月20日，班达尔·本·苏尔坦·阿勒沙特亲王接任第五任局长。 2012年10月，Youssef bin Ali Al Idrisi任副局长。
2014年4月15日，沙特政府宣布班达尔·本·苏尔坦·阿勒沙特亲王因个人原因辞去局长职务。 副局长Youssef bin Ali Al Idrisi将继任局长但2014年6月30日，Khalid bin Bandar成为第六任局长。2015年1月29日，Khalid bin Ali Al Humaidan成为第七任局长。

## 谍报行动
- Safari Club（英语：Safari Club） ：1976年在美国中央情报局支持下，与法国、埃及、摩洛哥、伊朗组成的情报机构合作网络，在非洲从事反共、反民族解放运动的颠覆活动。成功进行了1977年沙巴事件（英语：Shaba I）、1977年歐加登戰爭等。

- 1979年苏联－阿富汗战争
- 1985年伊朗门事件
- 2010年大西洋航班炸弹阴谋（英语：2010 Transatlantic aircraft bomb plot）
- 沙特阿拉伯在叙利亚内战的介入（英语：Saudi Arabian involvement in the Syrian Civil War）
- 梧桐木（支援敘利亞反政府武裝）